# Pteronarctos
Pteronarctos es un género de Pinnipediformes basal. Es de depósitos marinos del Mioceno medio en Oregón.
Se conocen dos especies de Pteronarctos, P. goedertae y P. piersoni. Aunque originalmente se describió como un miembro de Enaliarctidae, los análisis cladísticos ubican a Pteronarctos como hermana de los pinnípedos, en el clado Pinnipediformes.